# Azole

Un azole és un compost heterocíclic caracteritzat per un anell de pirrole en què algun o alguns dels àtoms de carboni són reemplaçats per un de nitrogen, oxigen o sofre. En particular, el nitrogen pot incloure fins a quatre àtoms dins el mateix anell. Els compostos parentals són aromàtics i tenen dos dobles enllaços; són successivament reduïts. Els anàlegs són azolines i azolidines.
Els azoles més importants són l'oxazole, el tiazole, l'imidazole i el pirazole; llurs derivats importants, el sulfatiazole, diverses penicil·lines, l'aminofenazona, l'antipirina, la pilocarpina i diferents colorants. Els imidazoles són extremadament comuns en la natura i formen el nucli de moltes biomolècules

## Classes de compostos
Azoles
- 1 àtom de nitrogen 
  - pirrole

- 2 o més àtoms de nitrogen
  - pirazole
  - imidazole, inclòs en la histidina
  - triazole, inclòs en la ribavirina
  - tetrazole
  - pentazole

- 1 àtom de nitrogen i un àtom d'oxigen
  - oxazole
  - isoxazole

- 1 àtom de nitrogen i 1 àtom de sofre
  - tiazole
  - isotiazole

Un dioxole és un compost similar amb dos àtoms d'oxigen. El dioxolan és un derivat del dioxole.

## Usos
Molts azoles es fan servir en medicaments antifúngics per inhibir l'enzim del fong 14α-demetilasa el qual produeix ergosterol de la membrana del fong.

## Precaucions
Algunes persones són al·lèrgiques als azoles.
Alguns medicaments amb azole poden interrompre la producció d'estrògens en l'embaràs i l'afecten.